# Connecticut
Connecticut (wym. /kəˈnɛtɪkət/ⓘ) – stan w północno-wschodniej części Stanów Zjednoczonych, położony w regionie Nowej Anglii, jedna z trzynastu pierwotnych kolonii.
Sąsiaduje ze stanem Nowy Jork na zachodzie, stanem Massachusetts na północy i Rhode Island na wschodzie.
Jest to obszar wyżynny (rzeźba terenu w dużej części górzysta), przecięty doliną rzeki Connecticut. Pierwotną ludność tych terenów stanowili Indianie Algonkinowie.
Nazwa stanu jest pochodzenia indiańskiego i oznacza „[miejsce] u długiego ujścia rzeki”.

## Historia
- 1614 – lądowanie Adriaena Blocka na wybrzeżu dzisiejszego Connecticut, zapoczątkowujące okres kolonizacji holenderskiej (Nowe Niderlandy).
- 1635 – założenie przez kilkudziesięciu kolonistów z Massachusetts miasta Hartford nad rzeką Connecticut. Przewodził im pastor purytański Thomas Hooker.
- 1637 – wojna z Pekotami.
- 1639 – uchwalenie przez Sąd Generalny Fundamental Orders, które miały regulować sposób ustanawiania zarządu kolonii.
- 1662 – nadanie Royal Charter (statutu królewskiego), wprowadzającego nowe zasady ustanawiania władzy, oparte częściowo na Fundamental Orders.
- 1784 – zniesienie niewolnictwa.
- 9 stycznia 1788 – ratyfikacja konstytucji Stanów Zjednoczonych przez zgromadzenie stanowe (piąty stan).
- 1954 – zwodowanie w stoczni Groton „Nautilusa”, pierwszego okrętu podwodnego o napędzie atomowym.
- 2012 – zniesienie kary śmierci[4].

## Geografia
- Klimat: umiarkowany z dość łagodną zimą i ciepłym oraz wilgotnym latem
- Główna rzeka: Connecticut
- Najwyższe wzniesienie: zbocze Mount Frissell, 725 m n.p.m.[5]
- Roślinność: lasy liściaste i mieszane
- Liczba parków stanowych: 30

### Miasta
Na terenie stanu Connecticut znajduje się 30 miast (city lub borough), w tym 5 o liczbie ludności przekraczającej 100 000, a 20 powyżej 10 000 mieszkańców (2022 r.). Lista:

- Bridgeport (148 377)
- New Haven (138 915)
- Stamford (136 188)
- Hartford (120 686)
- Waterbury (115 016)
- Norwalk (91 401)
- Danbury (86 967)
- New Britain (74 396)
- Bristol (61 330)
- Meriden (60 242)
- West Haven (55 004)
- Milford (50 471)
- Middletown (48 729)
- Shelton (41 897)
- Norwich (40 009)
- Torrington (35 563)
- Naugatuck (31 705)
- New London (27 980)
- Ansonia (18 923)
- Derby (12 358)
- Groton (9349)
- Danielson (4191)
- Jewett City (3420)
- Woodmont (2208)
- Newtown (1943)
- Litchfield (1205)
- Stonington (1000)
- Bantam (763)
- Groton Long Point (520)
- Fenwick (42)

## Podział administracyjny
Connecticut dzieli się na osiem hrabstw: Fairfield, Hartford, Litchfield, Middlesex, New Haven, New London, Tolland, Windham.

## Demografia
Spis ludności z 2010 stwierdza, że stan Connecticut liczy 3 574 097 mieszkańców, co oznacza wzrost o 168 532 (5,0%) w porównaniu z poprzednim spisem z roku 2000. Dzieci poniżej piątego roku życia stanowią 5,1% populacji, 20,7% mieszkańców nie ukończyło jeszcze osiemnastego roku życia, a 16,8% to osoby mające 65 i więcej lat. 51,2% ludności stanu stanowią kobiety.

### Rasy i pochodzenie
Według spisu z 2010 roku 80,3% mieszkańców stanowiła ludność biała (67,0%, nie licząc Latynosów), 11,9% to czarnoskórzy lub Afroamerykanie, 4,8% to Azjaci, 2,4% miało rasę mieszaną, 0,5% to rdzenna ludność Ameryki, 0,1% to Hawajczycy i mieszkańcy innych wysp Pacyfiku. Latynosi stanowią 16,1% ludności stanu.
Największe grupy stanowią osoby pochodzenia włoskiego (19,3%), irlandzkiego (17,9%), angielskiego (10,7%), niemieckiego (10,4%), francuskiego (9,6%) i polskiego (8,6%). Istnieją także duże grupy (ponad 30 tys.) Portorykańczyków, Szkotów, Latynosów z Ameryki Południowej, Rosjan, Szwedów, Jamajczyków, Portugalczyków, Meksykanów, Indyjczyków, Węgrów, Afrykanów, Dominikańczyków, Litwinów, Greków i Chińczyków.

### Język
Najpowszechniej używanymi językami są:
- język angielski – 79,49%
- język hiszpański – 10,2%
- język portugalski – 1,17%
- język włoski – 1,11%
- język polski – 1,09%
- język francuski – 1,04%.

## Religia
Dane z 2014:
- protestanci – 35% (głównie: kalwini, baptyści, zielonoświątkowcy, anglikanie i metodyści)
- katolicy – 33% (archidiecezja Hartford, diecezja Bridgeport, diecezja Norwich)
- niereligijni – 23% (w tym: 4% agnostycy i 5% ateiści)
- żydzi – 3%
- inne religie – 6% (w tym: prawosławni, mormoni, muzułmanie, świadkowie Jehowy, buddyści, hindusi, unitarianie uniwersaliści i bahaici[12])

## Symbole stanu
- Dewiza: Qui Transtulit Sustinet („Ten, który przeniósł, wciąż podtrzymuje”)
- Przydomek: The Constitution State („Stan Konstytucyjny”)
- Symbole: wawrzyn górski, dąb biały, drozd wędrowny

## Uczelnie
- Uniwersytet Yale (w New Haven)
- University of Connecticut[13] (w Storrs)
- Central Connecticut State University[14] (w New Britain)
- University of New Haven[15] (w West Haven, w pobliżu New Haven)